# Надёжин, Виктор Иванович
Ви́ктор Ива́нович Надёжин (29 июня 1922, Орёл — 6 августа 1982, Красноярск) — советский хозяйственный, государственный и политический деятель, Герой Социалистического Труда.

## Биография
Родился в 1922 году в Орле. Член КПСС.
С 1938 года — на хозяйственной, общественной и политической работе. В 1938—1982 гг. — модельщик на одном из заводов Орла, участник Великой Отечественной войны, участник освобождении Белоруссии и Украины, штурма Кёнигсберга, участник советско-японской войны, модельщик на заводе в Калининграде, модельщик Сибирского завода тяжёлого машиностроения Министерства тяжёлого, энергетического и транспортного машиностроения СССР в городе Красноярске.
Указом Президиума Верховного Совета СССР от 5 апреля 1971 года присвоено звание Героя Социалистического Труда с вручением ордена Ленина и золотой медали «Серп и Молот».
Делегат XXIV съезда КПСС.
Умер в Красноярске в 1982 году.